# 緑川駅
緑川駅（みどりかわえき）は、熊本県宇土市野鶴町にある、九州旅客鉄道（JR九州）三角線（あまくさみすみ線）の駅である。

## 歴史
- 1960年（昭和35年）4月1日：日本国有鉄道により開設[1][2]。気動車の旅客のみを取り扱う駅員無配置駅[3]。
- 1987年（昭和62年）4月1日：国鉄分割民営化により、九州旅客鉄道が継承[4]。

## 駅構造
単式ホーム1面1線を有する地上駅。無人駅であり、駅舎は設置されていない。駅名標には粟嶋神社の鳥居くぐりの絵が書いてある。

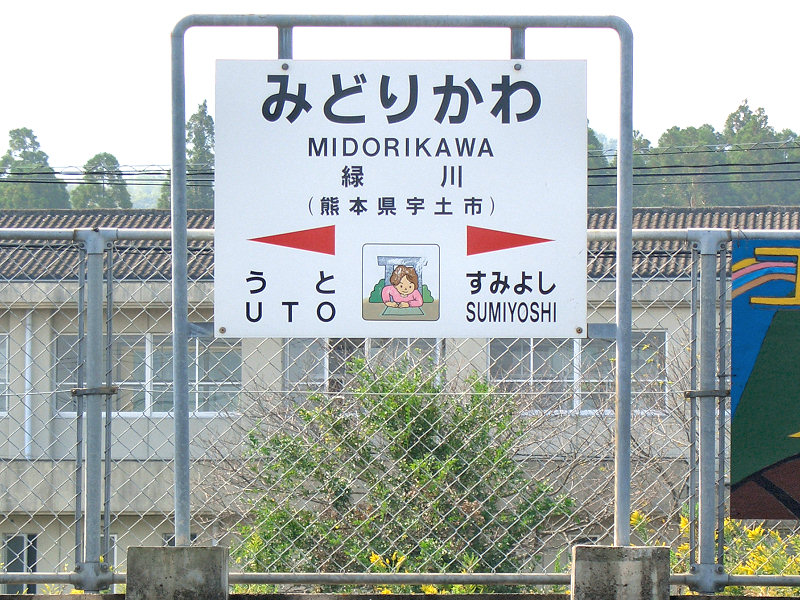
粟嶋神社の鳥居くぐりが描かれた駅名標

## 駅周辺
周辺は田圃の中に集落が点在している。北側は干拓によって造成された土地である。なお、国道57号は当駅のすぐ横を並行する。
- 宇土市立緑川小学校
- 緑川郵便局
- 粟嶋神社 - ミニ鳥居をくぐり抜ける行事で有名[1]
- 国道57号

### バス路線
国道57号に「野鶴」（）停留所があり、産交バスの路線が発着する。
産交バス
- 三角宇土駅線

三角産交行き / 宇土駅前行き
※日曜祝日は運休

## 隣の駅
九州旅客鉄道（JR九州）
■あまくさみすみ線（三角線）
宇土駅 - 緑川駅 - 住吉駅